# おどるんや〜紀州よさこい祭り〜
 おどるんや〜紀州よさこい祭り〜 （おどるんや〜きしゅうよさこいまつり〜）は、毎年8月中旬に和歌山県和歌山市で開催される、よさこい祭りの一種である。2008年の第5回祭りのテーマは「ありがとう」。

## 概要
全国的なよさこいブームの中、和歌山を盛り上げる目的で始まった。現在では、紀州おどり ぶんだら節、港まつりと共に夏の和歌山市内における三大イベントの一つとなっている。

## 沿革
- 2004年（平成16年） - 開始

## 演舞会場
パレード形式 
 ステージ形式 

## 参加・観客数の推移
| 開催年 | 参加チーム | 参加者 | 観客動員数 |
| ------ | ---------- | ------ | ---------- |
| 2004年 | チーム     | 人     | 万人       |
| 2005年 | チーム     | 人     | 万人       |
| 2006年 | チーム     | 人     | 万人       |
| 2007年 | チーム     | 人     | 万人       |
| 2008年 | 53チーム   | 人     | 万人       |
| 2009年 | 58チーム   | 人     | 万人       |